# Uptionyx verenae
Uptionyx verenae is een eenoogkreeftjessoort uit de familie van de Ancorabolidae. De wetenschappelijke naam van de soort is voor het eerst geldig gepubliceerd in 2000 door Conroy-Dalton & Huys.